# 吳釗燮
吳釗燮（1954年10月31日—），中華民國政治人物、學者和資深外交官，民主進步黨籍，彰化縣大城鄉人。現任國家安全會議秘書長、總統府全社會防衛韌性委員會副召集人，曾任外交部部長、總統府秘書長、副秘書長、國安會秘書長（第15任）、民主進步黨秘書長、駐美代表、行政院大陸委員會主任委員、國立政治大學國際關係研究中心副主任等職務。

## 早年

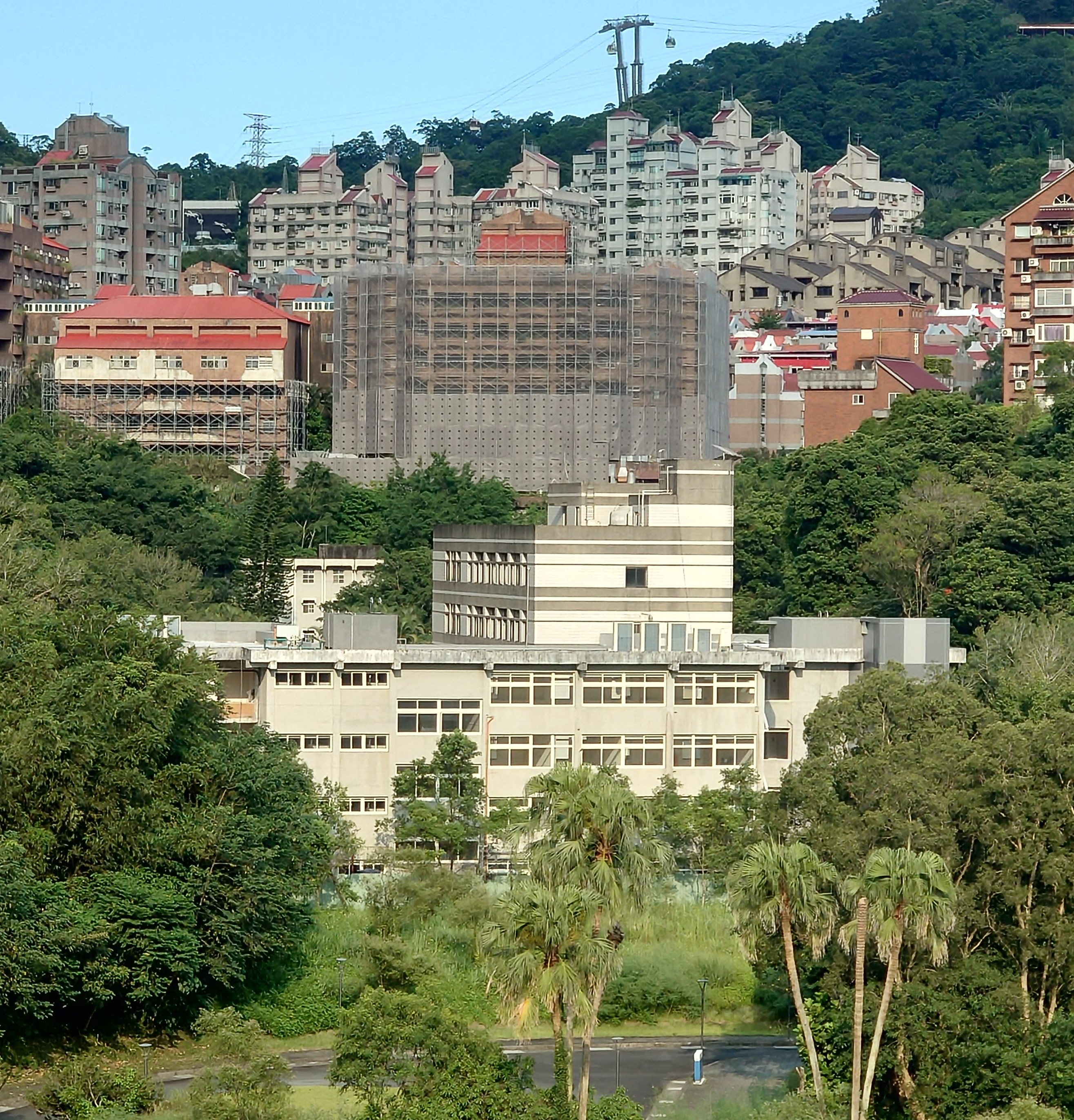
國立政治大學國際關係研究中心

吳釗燮曾就讀臺灣省立臺中第一高級中學；1978年畢業於國立政治大學政治學系；1982年取得美国密苏里大学政治學碩士；1989年取得俄亥俄州立大学政治學博士。35歲時返回台灣，在母校國立政治大學國際關係研究中心擔任研究員，並兼任該校選舉研究中心及政治學系教研職務；1999年至2002年擔任國關中心副主任，在馬政府時期也曾返回國關中心擔任研究員。

## 政治生涯

### 陳水扁政府時期
2002年，吳釗燮獲陳水扁主政下的執政黨政府任命為總統府副秘書長。
2004年5月20日卸任總統府副秘書長後，被任命為行政院大陸委員會主任委員。
2007年4月10日，接任中華民國駐美國代表，成為首位民主進步黨籍駐美代表。在吳蒞任後不久，即在雙橡園創下一晚同時宴請馬紹爾群島、帛琉、基里巴斯和諾魯等四位大洋洲國家總統的紀錄，其後也曾在雙橡園宴請萨尔瓦多总统埃利亞斯·安東尼奧·薩卡及隨行要員。
2008年，民進黨在總統選舉中敗北。8月4日吳釗燮自駐美代表處離任，返回政大國關中心擔任約聘研究員。

### 民進黨在野時期

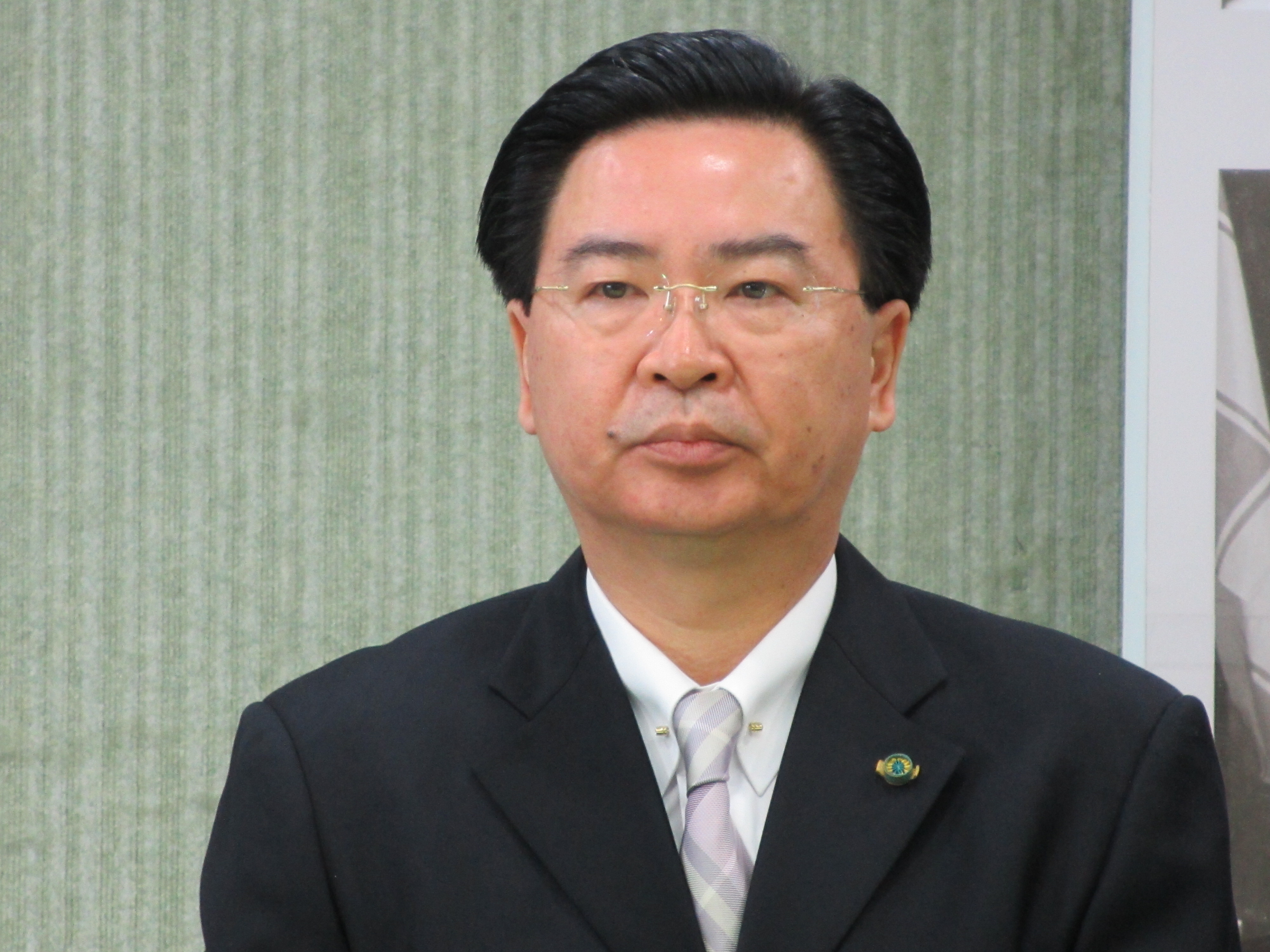
民進黨政策委員會執行長兼駐美代表任內

2012年，蘇貞昌當選民主進步黨主席，吳釗燮獲邀出任政策委員會執行長，同年底兼任民進黨駐美代表。
2014年，蔡英文回任民進黨主席，同年5月28日吳釗燮獲邀擔任黨秘書長兼任駐該黨美代表。

### 蔡英文政府時期
2016年5月20日，蔡英文主政下的民進黨政府正式上任後，吳釗燮被任命為國家安全會議秘書長。
2017年5月18日，總統府發布人事異動，吳釗燮轉任總統府秘書長。

#### 外交部部長

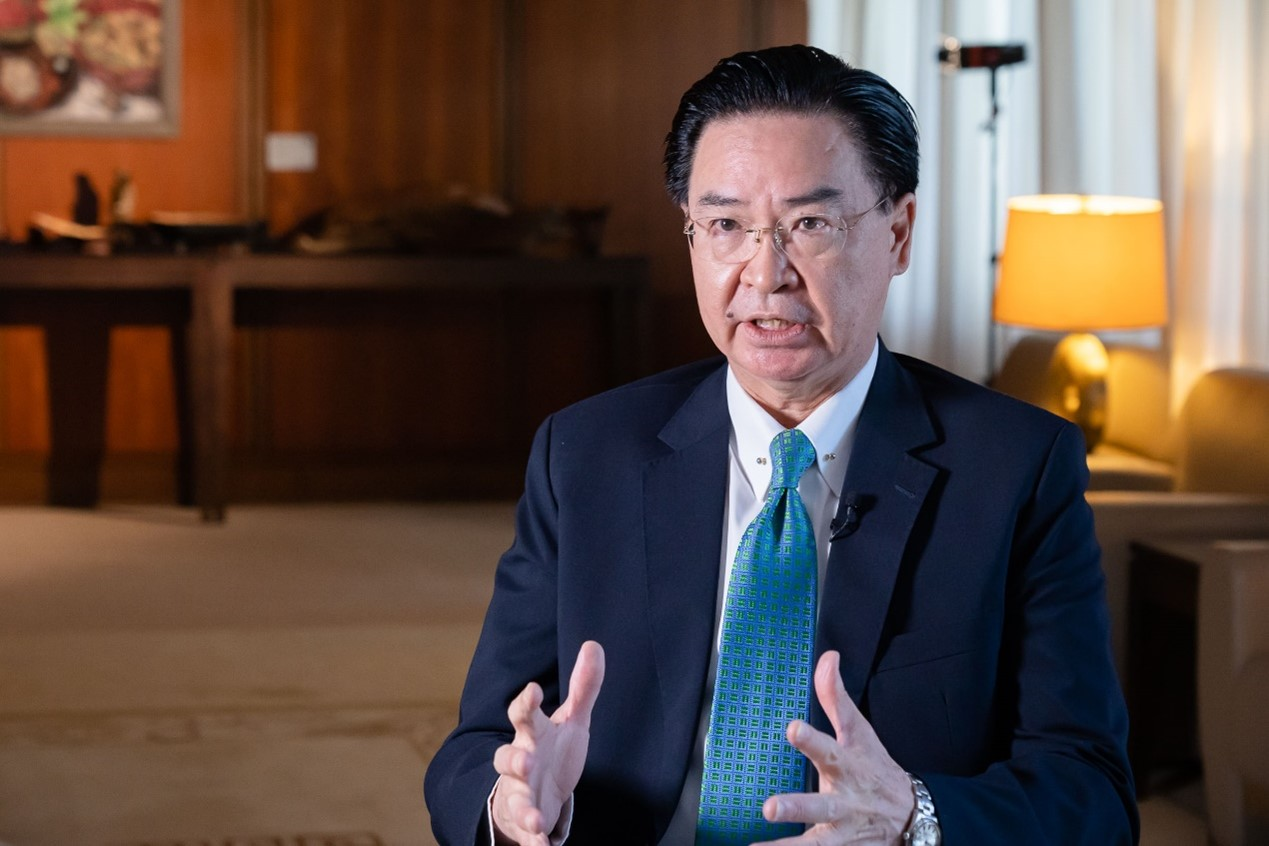
外交部部長任內接受BBC專訪

2018年2月23日，行政院發布人事異動，吳釗燮轉任外交部部長，2月26日到任。
外交部部長任內，中華民國陸續與多明尼加、布吉納法索、萨尔瓦多、所罗门群岛、基里巴斯、尼加拉瓜、洪都拉斯、諾魯等八國斷交，故被在野黨中國國民黨批評為「斷交部長」。。
2021年7月20日，吳釗燮宣布將在立陶宛首都維爾紐斯設立駐立陶宛台灣代表處，該年11月18日，駐立陶宛台灣代表處正式掛牌設立。該外交機構為歐洲第一個以「臺灣」名義設立的代表機構，中华人民共和国外交部為此於8月10日召回驻立陶宛大使，11月26日再將駐立陶宛大使館降級為代辦處。
2022年8月2日至8月3日，時任美國眾議院議長的南西·裴洛西率團訪問台灣，是美國與中華民國斷交以來首位訪台的美國執政黨籍國會議長。
2023年2月22日，吳釗燮與國安會秘書長顧立雄出現在美國在台協會華盛頓總部，並與美國副國務卿温迪·谢尔曼等官員對談，是台美斷交以來首位外長首次踏入華府。

### 賴清德政府時期
2024年5月20日，新任中華民國總統賴清德簽署就任後第一份人事命令，吳釗燮回任國家安全會議秘書長。

## 政策與立場
- 2012年10月30日，吳釗燮承認，過去民進黨對於轉型正義處理方式，常常只把轉型正義當成選舉工具，讓支持者喪失信心，所以現在必須分門別類去處理、糾正過去的錯誤[15]。

- 2021年4月28日，吳釗燮在接受英國天空電視台訪問時說道，中华人民共和国似乎準備對台灣發動「終極一戰」，他認為「台灣身處中國威權秩序擴張的最前線，解放軍如果武力攻台，將對全球帶來顛覆性的影響[16]。」

- 吳釗燮幾度接受BBC專訪，2022年佩洛西訪台時，在中國大陸批評其為台獨的情況下，他則是表態，此趟行程目的其實主要是喚醒國際對臺灣民主化的重視，他並承認兩岸有歷史問題：「我們希望維持現狀。台灣對中國大陸沒有管轄權，中華人民共和國對台灣也沒有管轄權。這就是現實。」，他警告大陸「擴張主義」，並以克里米亞舉例，一再容忍造成更大的風險，將是鼓勵戰爭的錯誤道路上越走越遠，以及提及了對選舉與事實的不尊重等[17][18]。

- 2023年11月3日，泰國公共電視台播出「台灣外長評估中國武統台灣之發展趨勢」。吳釗燮稱正如總統蔡英文在最後一次國慶日演說所說，現在兩岸唯一的選項是和平，中華民國避免成為挑起衝突的一方，而目前台海戰事並非迫在眉睫，也非不可避免，並表示願在對等及尊嚴之前提下進行兩岸對話。11日中国驻泰国大使馆與環球時報發文指稱是台獨分子、濫用言論自由等，引得吳透過社群平台X反諷該描述觀點「太有趣了」，對採訪節目的批評「令人難以置信」，《Thai Enquirer》商業主編艾利奇評論，公視是泰政府資助的單位，基於外交立場可以撤下，但中方無端指責泰國，使用粗暴的主張只會適得其反[19][20]。

## 評價
- 《中國時報》長年駐美的特派員傅建中對吳釗燮評論頗佳；「拋開他的意識形態不談，他對美國事物的熟悉，英語表達的能力，都是上乘的，加上鍥而不捨的執著與努力，實在是位稱職的代表。」[21]

## 荣誉

### 中华民国勋章奖章
- 二等景星勋章（2004年5月19日于总统府颁授）[22]
- 一等景星勋章（2024年5月13日于总统府颁授）[23]

### 外国勋章奖章
- 国家功绩特种大十字勋章（巴拉圭，2017年7月6日批准[24]）
- 国鸟大十字勋章（危地马拉，2018年3月26日于台北颁发[25]）
- 卓越勋章（伯利兹，2018年7月颁发[26]）

## 爭議
- 2015年6月3日，TVBS新聞獨家報導，蔡英文秘密拜訪美國貿易代表署，蔡英文與立法委員蕭美琴看到記者時臉色難看，吳釗燮一度伸手阻擋記者拍攝[27]。

- 2016年8月30日，其叔父吳澧培接受台北之音訪問時批評，「行政院院長林全與外交部部長李大維不適任，總統蔡英文不能再用林全，『林全不下台，蔡英文沒有明天』」；他曾和侄子吳釗燮說李大維不適任外交部部長，可是吳釗燮卻為李大維辯護「除了我本人，他是最適合的人」，因為吳釗燮不認為民進黨有人適任外交部部長，之後他就和吳釗燮「完全不講話了」[28]。

- 2019年1月14日，吳釗燮接受鄭弘儀等專訪，對赵怡翔赴美的派任表示力挺，並希望給年輕人一個機會。在中國時報報導中，指出過去吳釗燮擔任民主進步黨政策會執行長時曾表示，台美關係頗為複雜，包含政治、經濟、文化等不同層面，亦必須面對美國行政、國會部門以及僑界等，如果完全沒有這方面經驗是相當令人擔心的。其相關言論被認為立場不一。[29]

## 個人生活

### 家庭
吳釗燮之父為吳溫培，叔父為吳澧培（美國銀行家）是有名的臺獨大老。而二叔吴澍培是著名的统派人物，1948年申請加入中國共產黨，1949年宣誓入黨。該輩各兄弟成就不小，均在政府與商業有影響力。
其子吳廸為台灣人公共事務會政策協調員、民進黨駐美辦公室副主任。